# Tooji
Touraj Keshtkar (persisk: تورج کشتکار; født 26. maj 1987 i Shiraz, Iran), også kendt som Tooji, er en norsk sanger. Han er mest kendt for sin sejr ved Norsk Melodi Grand Prix 2012.
Fra en alder af 16 år arbejdede Tooji jævnligt som model. Det var da også gennem dette job at han blev spottet til Norsk MTV, hvor han blev vært for programmerne "Toojis Top 10" og "Super Saturday". 
I 2008 udgav han singlen Swan Song, som ifølge Tooji selv er en hyldest til Jacob og Bella fra den populære Twilight-saga. Det var dog først efter sin deltagelse i MGP at han virkelig brød igennem musikalsk. Her kom han nemlig efter en anden plads i semifinalen i Florø til Oslo Spektrum, hvor det var hans opgave at åbne det store finaleshow den 11. februar. Efter at være blevet udråbt som den sidste Guldfinalist, bragede han igennem med en sejr på 155.480 stemmer, mod Nora Foss al-Jabris 90.046 på andenpladsen. Han besejrede dermed store navne som Bobby Bare, Plumbo og Benedicte Adrian. Tooji skal dermed repræsentere Norge ved Eurovision Song Contest i Baku.
Han har kva sin pædagogiske uddannelse også arbejdet med forbedring af børns vilkår og modtagning af asylansøgere. Han kom også selv til Norge som asylansøger fra Iran med sin mor Lily som et-årig.
Hans mor er Lily Bandehy.

## Eksterne kilder og henvisninger
1. ↑  Tooji (Webside ikke længere tilgængelig)
2. ↑  Jacob & Bella Tribute: Swan Song by Tooji
3. ↑  Tooji vant Melodi Grand Prix 2012 på nrk.dk
4. ↑  Tooji: – Fantastisk at folk har tro på meg
5. ↑  https://www.aftenposten.no/amagasinet/i/BJjEvw/Lily-Bandehy-Den-skamlose-kvinnen